# 福利经济学
福利经济学（英語：welfare economics，日韓譯作厚生經濟學）是对经济体系的规范性分析，即经济运行中什么是“对”、什么是“错”等问题和资源配置如何影响经济福利的研究。

## 福利经济学的基本定理
1. 人类行为的自利假设。
2. 以效用为基础的社会成就评价准则。

福利经济学在简单的自利人性的假设下，设定评价人类行为效率或效益的唯一标准是效用，它以如此简单的联系来评价和认识社会经济现象，确认人必定以自利的行为来谋求效用或福利的最大化。

## 外部連結
- 《经济学的革命或复归》——读阿马蒂亚·森的《伦理学与经济学》 （页面存档备份，存于）